# 利民达
利民达是马来西亚柔佛州昔加末县的一个個城镇，距離東甲約25公里，昔加末約16公里。城镇位於柔佛北部的内陆地带，土地多为平地及森林。

## 歷史
在1879年，柔佛内战在利民達爆發，最終以柔佛蘇丹國勝利完結。因此，利民达是柔佛州现代史中具有標志性的内战地区之一。

## 地名来源
利民达一名音译自当地马来语"Jementah"。据说名稱来自一个典故：一位名為Jem的男子在当地的大树林里砍伐树木，打算开拓出更多土地建设村庄。但由于树木实在太多，每当Jem砍伐完一片树林，以前砍完的樹林又再次煥發生機。經過周而复始地砍伐，很多年过去，Jem始终未能清理所有树木。有一天，一个人问他什么时候才能砍伐完所有的树木，而Jem回答“entah”（意指“不知道”）。因此，後來人们就为这片地方取了一個名字 - Jementah。
中文名方面，在馬來西亞独立前利民达一直被称为“余文打”。后来，當地乡民決定改稱为的“利民达”（寓意“利益人民，人民发达”），所以在馬來西亞獨立後，城鎮统称为利民达。

## 經濟
由于远离港口，利民达的工业、制造业、运输业或商业並不发达，其经济支柱为农业，如橡胶、油棕、柚子、榴莲、番石榴、红毛丹。

## 設施

### 商業
- Petron
- 殼牌
- 國油
- 99 Speedmart

### 教育
- 斯里佳雅國小（Sekolah Kebangsaan Seri Jaya）
- RKT斯里勒當國小（Sekolah Kebangsaan RKT Sri Ledang）
- 巴耶賈卡斯國小（Sekolah Kebangsaan Paya Jakas）
- Ladang Welch國小
- 利民達國小
- 單山國小（Sekolah Kebangsaan Bukit Tunggal）
- Ladang Nagappa（泰米爾語）國民型學校
- 蓮花華小
- 居本峇魯華小
- 利民達華小1校
- 利民達華小2校
- 敦斯里拉南國中
- 斯里利民達國中
- 利民達國中
- 瑪拉工藝大學柔佛校區分校

## 交通
- 駕車從聯邦23號公路駛達[6]。